# Henri-Arnaud-Haus
Das Henri-Arnaud-Haus in Schönenberg, einem Ortsteil der baden-württembergischen Gemeinde Ötisheim im Enzkreis, ist das ehemalige Wohnhaus des Waldenserpfarrers Henri Arnaud und heute ein Waldensermuseum.

## Lage
Das Haus liegt im Ortsteil Schönenberg an der Henri-Arnaud-Straße direkt gegenüber der Henri-Arnaud-Kirche.

## Geschichte
Das  1701 oder 1702 erbaute eingeschossige traufständige Fachwerkhaus steht unter Denkmalschutz. Als die Waldenser 1698 aus dem Piemont vertrieben wurden, führte sie Henri Arnaud nach Deutschland. Sie ließen sich zunächst in Dürrmenz nieder und später in Schönenberg. Die Waldenser waren vertraut mit der Maulbeerkultur und Herzog Eberhard Ludwig zeigte Interesse an Seide, so bekamen die Waldenser Land zugesprochen mit der Auflage, Maulbeerbäume zu pflanzen. Auch Arnaud erwarb Land am Sauberg und baute sein Haus, das Pfarrhaus. Da das Maulbeerprojekt aufgrund des Klimas scheiterte und das Interesse bei den Waldensern nicht groß war, bauten die Waldenser Kartoffeln an. Daran erinnert ein Schild an der Hofmauer mit der Inschrift: 

„Arnaud pflanzte hier einst in Schwaben die ersten Kartoffeln. Welchen Segen schuf so friedlich der treffliche Held.“

 Ein angeblicher Brief Arnauds, demzufolge dieser von einem Kaufmann 200 Kartoffeln aus dem Piemont erhalten und deren Ertrag anderen Waldenserkolonien weitergegeben habe, wird bezweifelt, da es im Piemont zu dieser Zeit keinen Kartoffelanbau gegeben habe und der erste Kartoffelanbau in Württemberg nach 1750 erfolgte. 1937 wurde die ehemalige Wohnstätte von der 1936 gegründeten Deutschen Waldenservereinigung gekauft, um sie als Gedenkstätte einzurichten. Seit 1939 ist sie Sitz der Deutschen Waldenservereinigung e.V. Das Haus dient als Waldensermuseum, Bibliothek und Begegnungsstätte für Waldenser, die sich jedes Jahr am 1. Mai treffen.

## Waldensermuseum
Hinter dem Haus befindet sich der „Garten der Erinnerung“ mit Grabsteinen von Waldensern. Das Museum präsentiert Arbeitsgeräte, Mobiliar sowie waldensische Trachten. Eine eigene Abteilung zeigt Sakralgegenstände, Bibeldrucke, eine Gesangbuchsammlung, Zeugnisse des geistlichen Liedgutes der Waldenser sowie Informationen über die Geschichte der Waldenser vom Mittelalter bis zur Gegenwart. Im Dachgeschoss befindet sich die größte Waldenserbibliothek Deutschlands und die zweitgrößte Bibliothek weltweit.